# Spektralröhre
Die Spektralröhre ist eine Form der Elektronenröhre.
Sie wurde vom Physiker William Crookes erfunden.

## Aufbau/Funktion
Die Spektralröhre besteht im Wesentlichen aus einer Aluminium-Kathode und einer Anode in Tellerform. Beide Bauteile befinden sich in einer mit Gasen, Dämpfen oder Aerosolen gefüllten, teilevakuierten Glasröhre, die unterschiedliche Formen haben kann. 
Die Betriebsspannung dieser Art von Elektronenröhren liegt bei etwa 1 bis 7 kV.

## Bauformen

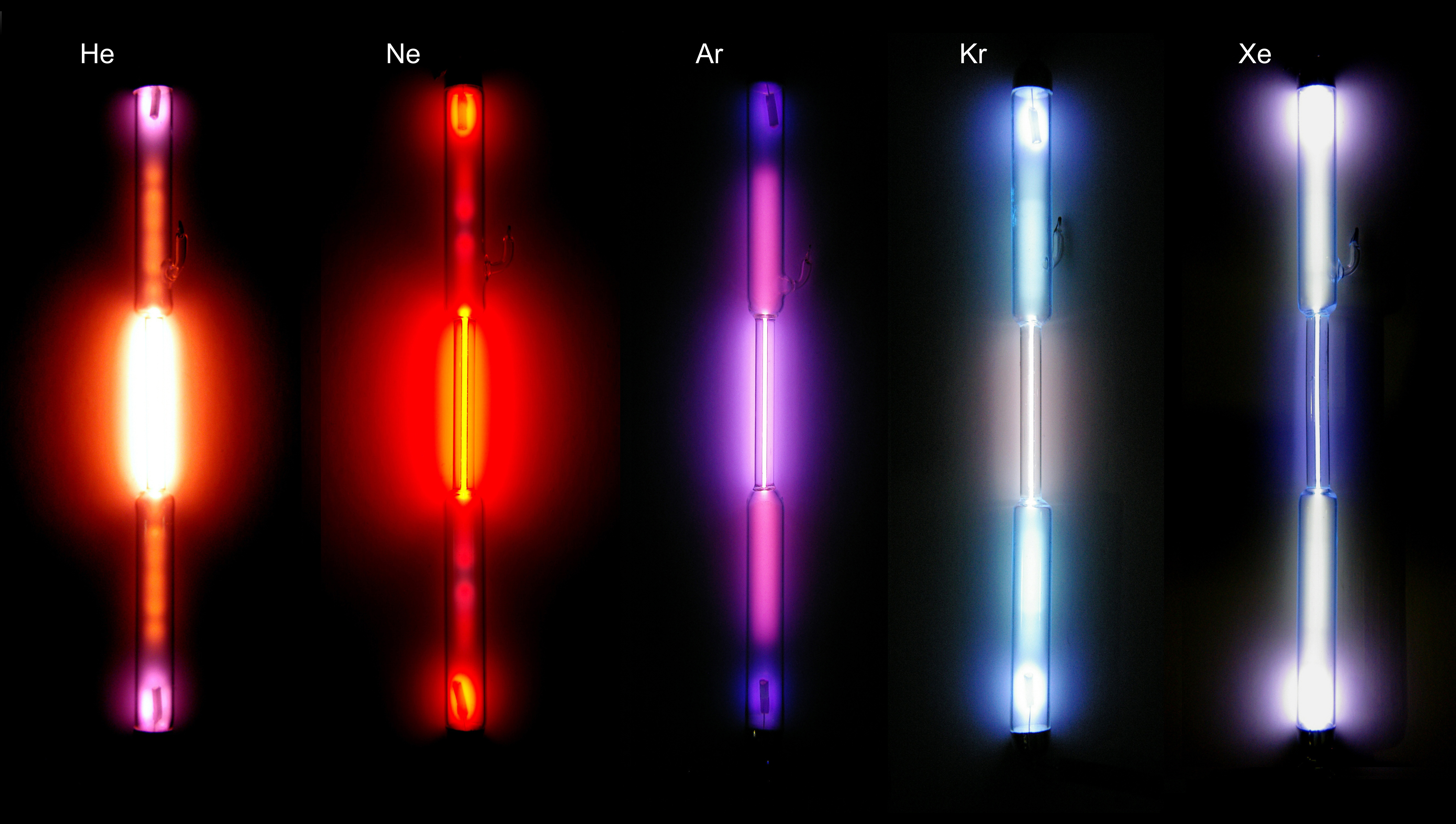
Edelgase in Gasentladungsröhren

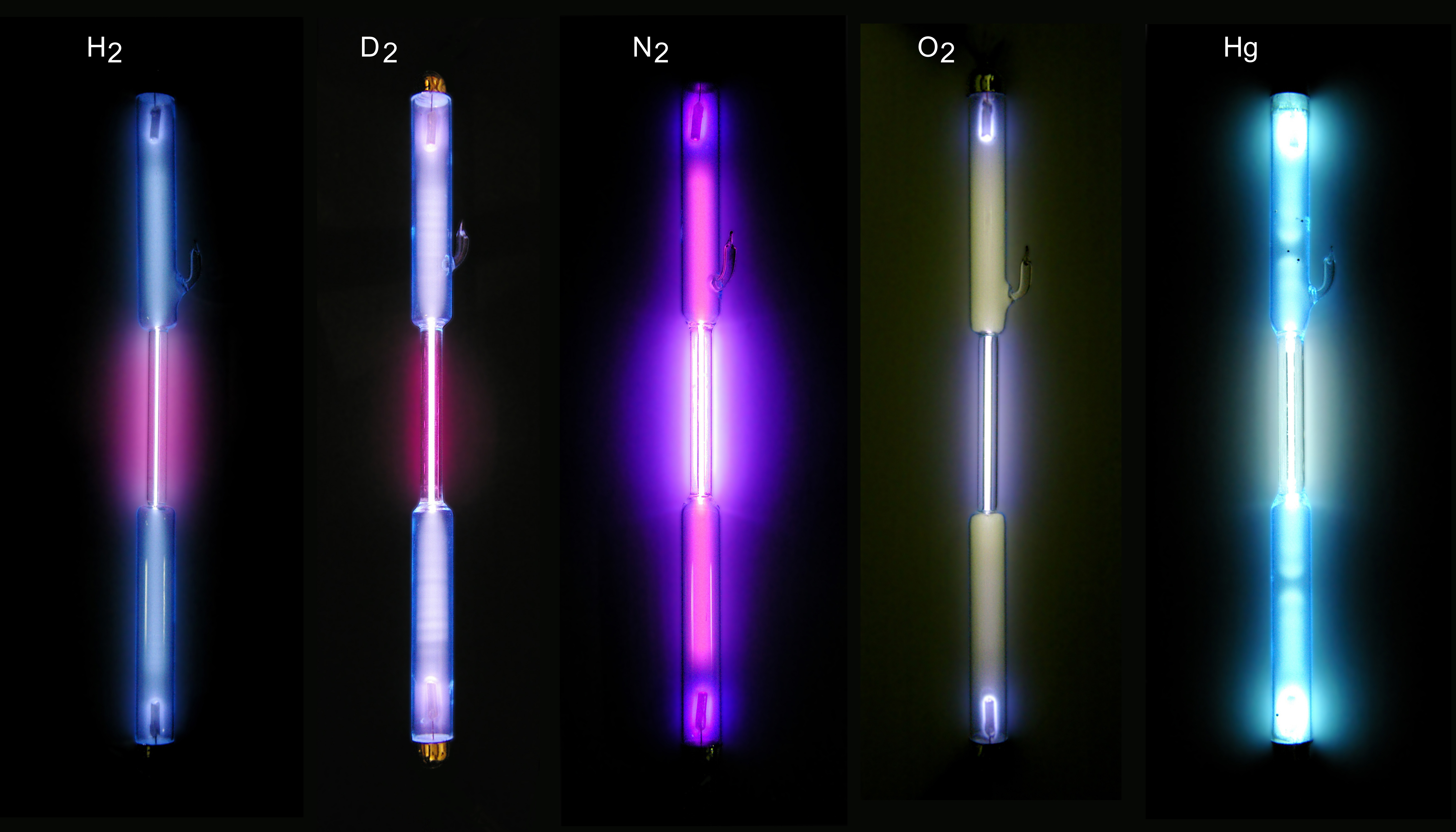
Andere Gase in Gasentladungsröhren

Es gibt diverse Bauformen, früher waren sie meistens H-förmig, heute sind I-förmige häufiger.

## Beispiele für Füllstoffe
Gase
H   Wasserstoff, hochrein
O   Sauerstoff
N   Stickstoff

He  Helium
Ne  Neon
Ar  Argon
Kr  Krypton
Xe  Xenon
Luft als Gemisch von Stickstoff und Sauerstoff

Aerosole und Dämpfe
Wasser
Phosphor
Schwefel
Iod
Brom

Natrium
Quecksilber

Dadurch, dass die unterschiedlichen Füllstoffe verschiedene Emissionslinien besitzen eignen sie sich gut zur Betrachtung durch ein Optisches Gitter.